# メヘレン条約
メヘレン条約（メヘレンじょうやく、英語: Treaty of Mechlin）、またはマリーヌ条約（マリーヌじょうやく、英語: Treaty of Malines）は1513年、イングランド王ヘンリー8世、神聖ローマ皇帝マクシミリアン1世、アラゴン王フェルナンド2世、ローマ教皇レオ10世の間で締結された条約で、反フランス同盟を成立させた。条約は神聖同盟を締結することでヨーロッパ諸国を連合し、ひいてはキリスト教共同体を成立することを目的とした一連の条約で最初のものであり、その後を1516年のロンドン条約、1517年のカンブレー条約、1518年のロンドン条約が続いた。
メヘレン（フランス語名メリーヌ）はサヴォイア公妃マルグリット・ドートリッシュの宮廷であるホフ・ファン・サヴォワの場所である。